# Премія YUNA (5-та церемонія вручення)
«YUNA» — щорічна українська щорічна національна професійна музична премія. П'ята церемонія вшановувала найкращих в українській музиці за 2015 рік.
Церемонія відбулась 25 лютого 2016 року в НПМ «Україна» у Києві.
Для 5 церемонії було внесено ряд змін у номінації. Так, номінації Найкращий виконавець та Найкраща виконавиця були об'єднані у номінацію Найкращий соло-артист, а номінація Найкращий гурт була розділена на Найкращий рок-гурт та Найкращий поп-гурт. Крім того, було прибрано номінації Найкращий композитор та Найкращий автор слів, але створено нові: Найкращий менеджмент, Найкращий концерт та Найкращий артист NewMedia.

## Номінанти та переможці
| Найкращий соло-артист | Найкращий дует |
| --- | --- |
| - Джамала - MONATIK - Іван Дорн - Макс Барських - Тіна Кароль | - Андрій Хливнюк, Джамала та Дмитро Шуров — «Злива» - «СКАЙ» та ALLOISE — «Знайду» - «Quest Pistols Show» та «MONATIK» — «Мокрая» - «Потап и Настя» та Б'янка — «Стиль собачки» - Тіна Кароль та учасники «Голос. Діти» — «Україна — це ти» |
| Найкращий поп-гурт | Найкращий рок-гурт |
| - «Время и Стекло» - «Mozgi» - «Quest Pistols Show» - «Клей Угрюмого» - «Потап и Настя» | - «Океан Ельзи» - «O.Torvald» - «Pianoбой» - «The Hardkiss» - «Антитіла» |
| Найкращий альбом | Найкраща пісня |
| - Джамала — «Подих» - Іван Дорн — «Randorn» - «Антитіла» — «Все красиво» - Alyosha — «Точка на карте» - «Потап и Настя» — «Щит и мяч» | - Андрій Хливнюк, Джамала та Дмитро Шуров — «Злива» - «Потап и Настя» — «Бумдиггибай» - «Время и Стекло» — «Имя 505» - LOBODA — «Пора домой» - Тіна Кароль — «Я всё ещё люблю»                                                              |
| Відкриття року | Найкращий артист NewMedia |
| - Alekseev - «Mari Cheba» - «The Erised» - Регіна Тодоренко - Христина Соловій | - «Время и Стекло» |
| Подія року | Найкраще музичне відео |
| - «Скрябін. Концерт пам'яті» - Концерт «Бумбокс» — «10 років» - Концерт Івана Дорна — «Randorn Tour» - Музична вистава Тіни Кароль — «Я всё ещё люблю» - Музичний проект Святослава Вакарчука — «Вночі» | - Христина Соловій — «Тримай» (реж. Максим Ксьонда) - «Brunettes Shoot Blondes» — «Bittersweet» - «ONUKA» — «Time» - «Время и Стекло» — «Имя 505» - LOBODA — «Пора домой»                                                                   |
| Найкращий менеджмент | |
| - MOZGI Entertainment («Mozgi», «Время и Стекло», «Потап и Настя») - Condorn Company (Іван Дорн) - Enjoy! Records (Джамала) - Kruzheva Music («Quest Pistols Show») - Yaromir Group («Клей Угрюмого») - Будинок культури (Тіна Кароль) - Єгор Кір'янов («The Hardkiss») - Музика для мас («Pianoбой») - Олександр Кажиян (Макс Барських) - Сергій Вусик, Володимир Ващенко, Маріанна Кочевих («Антитіла») - Суперсиметрія («Океан Ельзи») - Юлія Яцечко (MONATIK) - Юлія Каменчук та Ольга Черткова («O.Torvald») | |